# Amagerbro

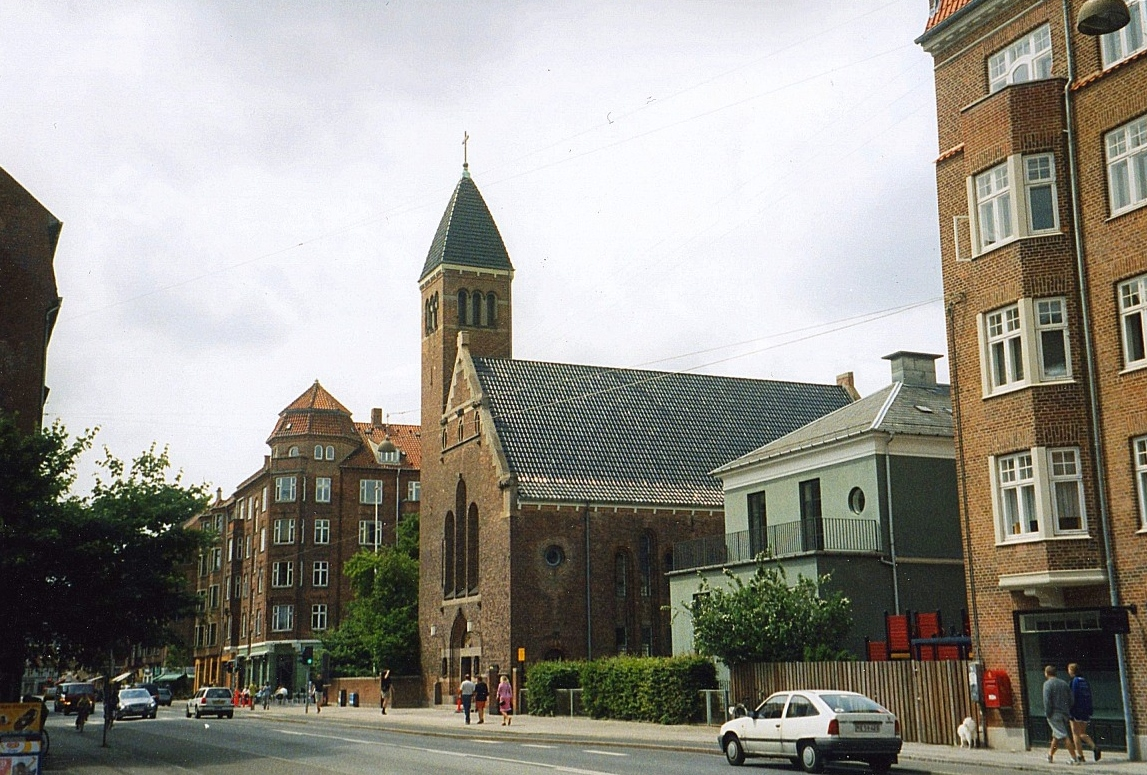
Nathanaels kirke på Amagerbro.

Amagerbro, även kallat Sønderbro, är en stadsdel i centrala Köpenhamn, på nordöstra delen av ön Amager. Amagerbro ingår i den större administrativa stadsdelen Amager Øst. Området avgränsas mot norr av Christanshavns Vold (Christianshavn), mot väster av Amagerbrogade (Amager Vest) och mot söder av Øresundsvej (mot Sundbyøster, som också ingår i Amager Øst). I öster ligger Öresund.
I stadsdelen finns metrostationerna Amagerbro och Lergravsparken.